# Regroupement des éditeurs franco-canadiens
Notes
Archives conservées par le Centre de recherche en civilisation canadienne-française (C164)
Le Regroupement des éditeurs franco-canadiens (REFC) réunit seize maisons d'édition francophones dispersées à travers le continent, d’Est en Ouest entre Halifax, Moncton, Tracadie-Sheila, Ottawa, Sudbury, Toronto, Winnipeg et Régina et Vancouver. Son siège social est situé à Ottawa.

## Mandat
Le REFC a été créé en 1989 dans le but de permettre aux éditeurs francophones actifs à l’extérieur du Québec de mener des actions concertées dans le domaine de la commercialisation, de la promotion, de la représentation et de la formation. Le REFC permet ainsi à ces éditeurs membres de participer à plusieurs salons du livre et événements littéraires et culturels partout au Canada. Il assure aussi la présence de ces éditeurs à l'international. Parmi les autres initiatives gérées par le REFC figurent le Prix Champlain et la plateforme de livres numériques FrancoBiblio. 
En plus de ces activités de promotion et de commercialisation, le REFC joue un rôle de représentation politique et est engagé dans le développement professionnel de ses membres. 

## Historique
Jusqu'aux années 1960, les auteurs francophones hors Québec se tournent souvent vers des maisons d'édition québécoises pour faire publier leurs manuscrits. Bien que de nouvelles maisons d'édition locales apparaissent notamment dans l'Ontario français (mais aussi dans l'Ouest canadien et dans les Maritimes) lors de la décennie qui suit, la dispersion de la francophonie canadienne et la difficulté de dépasser le lectorat régional de manière a aussi atteindre celui plus imposant du Québec demeurent des défis de taille. Ainsi, c'est pour unir leurs forces et mettre en commun leurs ressources que différents éditeurs franco-canadiens se rassemblent et fondent le REFC en 1989.  
Le REFC acquiert son autonomie en 2001. Il est d'abord géré par la Fédération culturelle canadienne-française sous le nom de Regroupement des éditeurs acadiens et canadiens-français. Il est incorporé en 1998 et prend alors le nom de Regroupement des éditeurs canadiens-français. En 2017, il modifie son appellation pour Regroupement des éditeurs franco-canadiens. 
Le REFC compte pour partenaires le Conseil des arts du Canada, le ministère du Patrimoine canadien, le Secrétariat aux affaires intergouvernementales canadiennes, la Société Radio-Canada, en plus de collaborer avec plusieurs partenaires associés.  

## Structure
Le REFC est composé d'un Bureau de direction qui comprend quatre personnes, élues par les éditeurs membres. Leur mission est d'assurer une représentation dans les trois grandes régions visées par le RECF : l'Atlantique, l'Ontario et l'Ouest.

## Membres
Le Regroupement compte actuellement 16 membres, répartis entre le Halifax (1), Nouveau-Brunswick (4), l’Ontario (5), le Manitoba (4), la Saskatchewan (1) et la Colombie-Britannique (1) : 
- Vidacom (Halifax, NS);
- Bouton d'or Acadie (Moncton, NB);
- Éditions La Grande Marée (Tracadie-Sheila, NB);
- Éditions Perce-Neige (Moncton, NB);
- Ancrages revue acadienne de création littéraire (NB);
- Éditions David (Ottawa, ON);
- Éditions L'Interligne (Ottawa, ON);
- Éditions Prise de parole (Sudbury, ON);
- Éditions Terre d'Accueil (Oshawa, ON);
- Presses de l'Université d'Ottawa (Ottawa, ON);
- Apprentissage Illimité (Saint-Adolphe, MB);
- Éditions des Plaines (Saint-Boniface, MB);
- Éditions du Blé (Saint-Boniface, MB);
- Presses universitaires de Saint-Boniface (Saint-Boniface, MB);
- Éditions de la nouvelle plume (Regina, SK);
- Pacifique Nord-Ouest (Vancouver, BC).

La majorité de ces éditeurs sont des éditeurs de littérature générale, publiant dans une diversité de genres : romans et nouvelles, poésie, livres pour la jeunesse, contes, théâtre, essais, etc.
Globalement, la production annuelle de ces éditeurs oscille entre 120 et 150 titres pour les livres de littérature générale ; ce nombre augmente jusqu'à 200 titres si on y inclut les livres à caractère pédagogique. 
En novembre 2016, le Regroupement a accueilli deux nouveaux membres associés, la Revue Ancrages et les Presses de l'Université d'Ottawa. Le statut de membre associé est une innovation au REFC : il permet à des maisons d’édition et à des périodiques des communautés francophones en situation minoritaire, qui répondent à la majorité des critères d’admission des membres réguliers, de joindre le réseau du Regroupement et de bénéficier de certains services de promotion et de représentation.